# Тори (Кјети)
Тори (итал. Tori) је насеље у Италији у округу Кјети, региону Абруцо.
Према процени из 2011. у насељу је живело 91 становника. Насеље се налази на надморској висини од 134 м.